# 第14裝甲旅 (以色列)
第14野牛裝甲旅（希伯來語：14 חטיבה）是以色列国防军的後備部隊，於1958年組建而成。此後，該旅持續參與以軍軍事行動，如六日戰爭、以埃消耗戰爭、贖罪日戰爭、1982年黎巴嫩戰爭、2006年黎巴嫩戰爭及以色列入侵加薩走廊。